# Saraavesi
Saraavesi är en sjö i Finland. Den ligger i kommunen Laukas i landskapet Mellersta Finland, i den centrala delen av landet, 260 km norr om huvudstaden Helsingfors. Saraavesi ligger 84,7 meter över havet. Den är 39,85 meter djup. Arean är 10,49 kvadratkilometer och strandlinjen är 62,5 kilometer lång. Sjön  ingår i Kymmene älvs huvudavrinningsområde.   I omgivningarna runt Saraavesi växer i huvudsak blandskog.